# Первомайское (Новгородская область)
Первома́йское — деревня в Крестецком районе Новгородской области, входит в состав Зайцевское сельского поселения.

## География
Расположена на федеральной автодороге «Россия» М10, в 4 км к северо-западу от деревни Зайцево, в 34 км к северо-западу от посёлка Крестцы, в 45 км к востоку от Великого Новгорода.

## Население
В 2011 — 34, в 2012 — 35, в 2013 — 33.
| 2010 | 2013 |
| ---- | ---- |
| 37   | ↘33  |

## История
В 1776—1792, 1802—1922 деревня Кункино находилась в Крестецком уезде Новгородской губернии. С начала XIX века — в образованной Зайцевской волости Крестецкого уезда с центром в деревне Зайцево.
Отмечена на картах 1788(лист 27), 1792, 1816, 1826—1840 годов.
В 1908 в деревне Кункино было 29 дворов и 28 домов, проживал 161 человек. Имелась часовня.
В 1927—1932, 1941—1963 Кункино — в Мстинском(Бронницком) районе.
На карте 1953 — Кункино. На карте 1957 — Первомайское.
В 1932—1941 и с 1965 деревня Первомайское — в Крестецком районе.